# Marco Adán Quezada Martínez
Marco Adán Quezada Martínez (Basúchil, Guerrero, Chihuahua, 18 de diciembre de 1968) es un político mexicano que fue presidente municipal de la Ciudad de Chihuahua de 2010 a 2013. Es abogado por la Universidad Autónoma de Chihuahua, fue miembro del Partido Revolucionario Institucional desde 1990 y hasta su renuncia en 2018.

## Biografía
Nació en la comunidad de Basúchil, localizada en el Municipio de Guerrero en el estado de Chihuahua. Hijo del profesor Adán Quezada Vargas y la profesora Delia Esther Martínez Rivera, cuyo matrimonio dio a luz a otra hija: Diana. Los primeros años de su vida los vivió en Basúchil donde estudió primaria, secundaria y posteriormente se trasladó a estudiar bachillerato en el Centro de Estudios Científicos y Tecnológicos (CECyT) de Ciudad Cuauhtémoc.
Para el año 1987 se muda a la Ciudad de Chihuahua, en donde emprendió la licenciatura en Derecho en la Universidad Autónoma de Chihuahua, ahí conoció a su esposa la abogada y maestra en Derechos Humanos, Lucia Denisse Chavira Acosta con quien contrajo nupcias en 1989, y con quien procreó a tres hijos.

## Carrera política

### Inicios de la vida política
Desde su comienzo en la Facultad de Derecho de la Universidad Autónoma de Chihuahua, Marco Adán mostró afinidad por la política. De 1990 a 1992 trabajó en la Dirección de Desarrollo Urbano de Gobierno del Estado de Chihuahua. De 1992 a 1998 fue nombrado jefe del departamento de Promoción Social de la Presidencia Municipal de Chihuahua.
Para 1998, se desempeñó como gerente del Consejo de Urbanización Municipal (CUM). Un año después y hasta el 2001, fue elegido presidente del Comité Directivo Municipal del Partido Revolucionario Institucional. De 2001 a 2004 fue director de Atención Ciudadana del Municipio de Chihuahua.

### Diputado local
En el 2004 fue elegido diputado local por el Distrito XVI dentro de la LXI Legislatura, del Congreso del Estado de Chihuahua. Formó parte de la mesa directiva de la LXI Legislatura, quedando como primer secretario, el 23 de febrero de 2006, en el primer año legislativo, en el quinto periodo extraordinario.

### Dirigencia Estatal
De 2008 a 2010 fungió como presidente del Comité Directivo Estatal del Partido Revolucionario Institucional del Estado de Chihuahua. El domingo 5 de julio de 2009, se efectuaron las votaciones en el marco de las elecciones federales de 2009 y se eligieron nueve diputados federales, y el Partido Revolucionario Institucional ganó ocho de los nueve distritos electorales federales del estado de Chihuahua.
Para febrero del 2010, presentó su renuncia y se declaró satisfecho con el trabajo realizado y culminar esta etapa, para ir en busca de nuevos horizontes. Un mes más tarde solicitó su registro como precandidato a la Presidencia Municipal de Chihuahua, ante la comisión municipal de procesos internos, la cual le expidió la constancia de su solicitud de registro.

### Presidente Municipal de Chihuahua
Finalmente propuesto como candidato a alcalde por los partidos Revolucionario Institucional, Verde Ecologista de México y Nueva Alianza, venció al candidato del Partido Acción Nacional, Antonio López Sandoval en las elecciones constitucionales del 4 de julio.
Tomó protesta al cargo el 10 de octubre de 2010 en el Centro de Convenciones y Exposiciones de Chihuahua, durante la sesión de cabildo presidida por el Gobernador Constitucional del Estado, César Duarte Jáquez.
Al frente de la presidencia destacó por su participación en la conferencia anual de la Federación Nacional de Municipios de México (Fenamm) realizada en Boca del Río, Veracruz con 150 localidades participantes; en donde fue elegido presidente de la zona norte en 2012.

### Aeroshow
La tarde del 5 de octubre de 2013, y bajo la Administración de Marco Adán Quezada Martínez, se llevó a cabo un evento organizado por el gobierno municipal, en el marco de las fiestas de aniversario de la Ciudad de Chihuahua. Evento de trocas monstruo el cual fue realizado sin los mínimos requisitos de seguridad para los asistentes, terminando finalmente en una tragedia con la muerte de 9 personas y 40 personas heridas. Sin embargo, sólo el chofer de la troca monstruo fue imputado por el delito, dejando así en libertad al presidente municipal y demás funcionarios directamente relacionados con el incidente.

### Renuncia al PRI
Por razones personales y, se cita textualmente 

No hay la voluntad de reconocer los errores, así como el gran daño que se ha hecho a nuestro estado y país por el abuso de poder y la corrupción,

 renuncia al PRI el 2 de septiembre de 2018, lo cual anuncia públicamente una carta dirigida a los dirigentes del Partido Revolucionario Institucional en donde se hace referencia a la falta de liderazgo de éstos, y se reprocha el encubrir a personas acusadas penalmente por corrupción como el exgobernador de Chihuahua César Duarte Jáquez, lo cual lo orilló a renunciar al instituto político luego de 30 años de militancia. “El partido fue el espacio de encuentro que me permitió coincidir con personas muy valiosas, como es su caso, y al cabo del tiempo cultivar una amistad que se ha forjado a base de compartir buenos momentos pero también algunos muy aciagos” se lee en dicha carta. Su renuncia, según algunos analistas políticos, se da con miras a afiliarse a Morena para buscar la candidatura a Gobernador de Chihuahua en 2021.